# Geoglifo

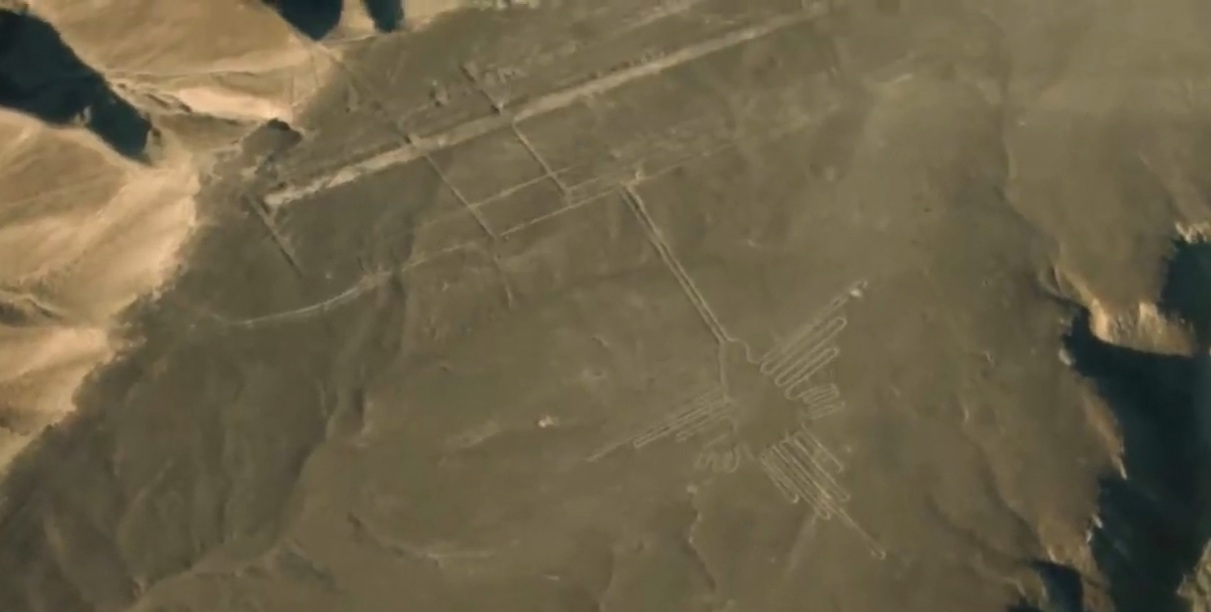
Las Líneas de Nazca, situadas en el departamento de Ica en (Perú).

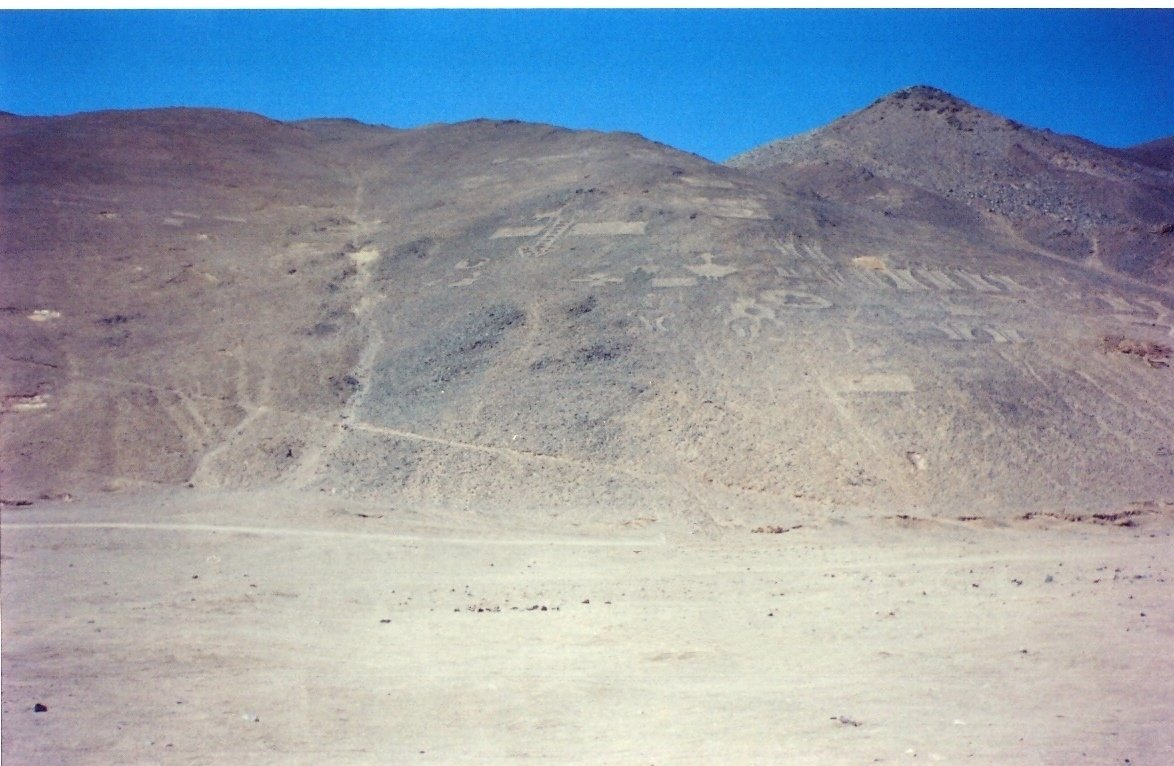
Geoglifos de Pintados, en la pampa del Tamarugal (Chile).

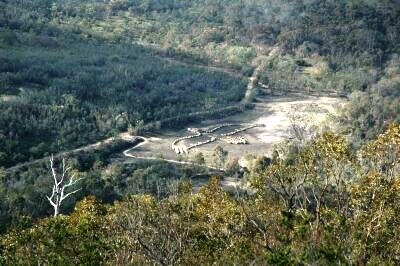
El geoglifo denominado "Bunjil" fue construido por el artista australiano Andrew Rogers en el Parque nacional You Yangs en 2006.

Los geoglifos son figuras dibujadas en laderas de cerros o en planicies, usando la técnica de adición de piedras con tonalidades oscuras de origen volcánico a manera de mosaico, para contrastar sobre un fondo más claro característico de los desiertos o retirando la capa superficial del terreno, generalmente más oscura debido a la oxidación, para dejar visible el fondo más claro.
Este tipo de representanciones se encuentran principalmente en seis países del mundo: Estados Unidos, Australia, Inglaterra, Perú, Chile y Brasil. En América del Sur destacan los geoglifos de Nazca (Perú), los geoglifos amazónicos en Acre, Rondonia (Brasil) y los geoglifos de Chug-Chug en el desierto de Atacama (Chile), zona que alberga unas de las mayores cantidades de geoglifos del mundo y algunos de los más antiguos.